# 小嶋伸介
小嶋伸介（こじま しんすけ、1935年8月19日 - 2013年7月6日 ）は、日本の撮影技師、特撮監督、アニメータ－、プロデューサー。

## 来歴
戦後、大映調布撮影所に入所。「撮影部」に配属され、特殊撮影室の助手となる。
1956年（昭和31年）、カラーSF映画『宇宙人東京に現わる』（島耕二監督）に参加。的場徹の助手を務める。
1957年（昭和32年）、『透明人間と蝿男』（村山三男監督）の特撮助手を担当。
1961年（昭和36年）、日本初の70mm総天然色スペクタクル映画『釈迦』（三隅研次監督）に参加。動画会社ピー・プロダクションを設立したばかりの鷺巣富雄（うしおそうじ）、渡辺善夫が動画・作画合成を担当。　この時期、撮影所の組合の委員長となる。
1963年（昭和38年）、特撮パニック映画『大群獣ネズラ』で特撮のチーフ助監督。「生きたネズミを使う」という撮影方法が衛生問題となり、組合争議にまで発展。製作中止となってしまう。
同じ頃、『釈迦』以来の付き合いの鷺巣富雄（うしおそうじ）から、TVアニメ番組『0戦はやと』（フジテレビ）へのスタッフ参加を呼びかけられ、迷った末に小嶋は田賀保らとともに大映を退社し、ピープロに入社。『0戦はやと』の制作進行、合成撮影を担当。
1964年（昭和39年）、ピープロの今後についてうしおと相談し、「特撮を長所にしたほうが良いだろう」と方針を固め、パイロット・フィルム『クラブ君の冒険』を制作。
1965年（昭和40年）、虫プロダクションでうしおとともに『クラブ君の冒険』の試写を行ったところ、東急エージェンシーの上島一夫の目に留まり、この企画は東急エージェンシーのもと、フジテレビで特撮番組企画となり、うしおは『マグマ大使』の実写化を企画。パイロットフィルムを制作。
1966年（昭和41年）、特撮TV番組『マグマ大使』（フジテレビ）の特撮監督を担当。この番組で小嶋はスタッフ集めから関わっている。この『マグマ大使』は初回30%を超える高視聴率を弾き出し、人気番組となる。
1967年（昭和42年）、前年から関わった「日本特撮株式会社」の特撮番組『怪獣王子』の進行が滞り、年明けから渡辺善夫と共に京都に赴任して『怪獣王子』の特撮監督を務めたほか、製作全般に関わる。
1968年（昭和43年）、松竹京都で特撮映画『吸血鬼ゴケミドロ』（佐藤肇監督）の特撮監督。『怪獣王子』終了後、TVパイロット･フィルム『豹マン』を監督。こののち、ピープロを退社。テレビ番組制作会社C.A.Lに移籍。プロデューサーとなる。
1969年（昭和44年）、TBS「ナショナル劇場」枠で『水戸黄門』をプロデュース。40年近い長寿番組となる。
1972年（昭和47年）、フジテレビで『木枯らし紋次郎』をプロデュース。このほか、C.A.Lで多数のテレビ番組に関わる。
1993年（平成5年）、東宝映画『帰って来た木枯らし紋次郎』（市川崑監督）を製作。
晩年は「全国ふるさと大使連絡会議」の副代表として、「水戸大使」を務めていた。

## 人物・エピソード
小嶋は元々大映に入社した際には、映画のプロデュースを担当する「製作部」を希望している。しかし当時は映画最盛期に加えて世間が就職難だった時代で、とても希望が通るような状況ではなく、技術部長に「君はカメラ向きだよ」と言われ、「撮影部」採用となった。そこで小嶋は「撮影技術を覚えるにはまず特殊撮影から」と考え、「撮影技術をコツコツ一生懸命覚えた」と語っている。カメラ雑誌や化学の本を買い集め、先輩の指導と独学で技術を習い覚えた。
こうして特殊撮影室にいる間に、後から入った者達に先に本編へ出ていかれていかれるようになった。そこで技術部長に「そろそろ特撮を卒業させてください」と申し出たものの慰留され、特殊撮影室に残る事になった。大映では特撮は本編に溶け込む地味なものばかりで、「あまり成功しなかった」と語っていて、特撮課の仕事は不満足なものだった。やがて大映は築地米三郎の発案で『大群獣ネズラ』を製作するが、小嶋はこの映画企画に最初から反対の立場だった。小嶋は組合の委員長だった事もあり、上司である築地米三郎と対立する事となった。そのさなかに『釈迦』以来の旧知である鷺巣富雄（うしおそうじ）から『0戦はやと』の現場に誘われた小嶋は、TVの現場に興味もあったので、まずピープロに見学に行ったという。
当時設立3年目のピープロのアニメスタジオはガレージをトタン張りしたもので、小嶋が見学に行った時はちょうど雨天の折で、雨漏りをバケツで受けている横の机でスタッフが作画しているような状況だった。ピープロでは手が足りず、撮影済みのフィルムにはボールドも入っていなかった。そこで小嶋が制作進行を手伝ったところ、スポンサーの折込広告社から大変に感謝された。このとき小嶋は「テレビ時代の足音が聞こえてきた感じがした」という。そこで小嶋は親が反対するなか、大映退社を決めた。後押ししたのは妻の「あなたのやりたい事をやればいい」という言葉だった。「今思えば、あのとき飛び出して正解だったんですかね」と述懐している。
ピープロではアニメ『0戦はやと』の撮影技師を務めていたが、うしおそうじ社長が「特撮畑のスタッフがいるのにもったいない」と考え、小嶋や同じく大映を飛び出した田賀保らと相談し、特撮物のパイロット・フィルム『クラブ君の冒険』を製作する事になった。白黒フィルムだが、手間をかけて半年ほど製作期間を費やして完成させたという。小嶋は渡辺善夫に作画合成を依頼し、作品にも「ダイヤ博士」役として出演もしてもらった。キャメラはうしおの私蔵のボレックス16mmを使い、運賃2000円の遊覧ヘリで空撮を行い、小嶋の愛車だったオープンタイプのスバル360をロケ車輌兼移動車に使う等、うしお社長と二人で「お金をかけない特撮を」と工夫を重ねたという。
この『クラブ君の冒険』が『マグマ大使』の実写化に繋がるのだが、この前に小嶋はパイロット・フィルムを手掛けていて、造形には大橋史典、美術には渡辺竹三郎と、大映時代に『釈迦』で組んだスタッフをここで呼び寄せている。昭和41年が明けると、円谷特技プロの『ウルトラQ』が放映開始され、初回で30％を超す人気番組となり、「さあ、マグマもいくぞ!」という流れとなったという。『ウルトラQ』の後番組の『ウルトラマン』が7月開始と報じられると、東急エージェンシー側が『マグマ大使』放映開始を7月に前倒しを要求して来る。
小嶋らはこれに応え、急遽スタッフ集めを行い、東宝を辞めた入江義夫、入江のつてで開米栄三を迎える事になった。本編監督には土屋啓之助監督に依頼する事になったが、これは土屋夫人が『0戦はやと』の編集・記録を担当していた関係から実現したものだった。土屋監督には「いろいろとテレビの考え方や作り方を教わった」と語っている。
こうして『マグマ大使』は『ウルトラマン』より2週早く開始し、初回30%を超す高視聴率を得る成果を挙げた。この結果には「別所孝治・上島一夫両プロデューサーも大喜びし、ピープロ自体も勢いが付いてアニメスタッフも安心させられた」といい、「今考えても実に無茶な話だったのですが、みんな若かったし、円谷プロに負けたくないって燃えてましたからね」と語っている。この時期、小嶋は『マグマ大使』のロケやスタジオ撮影と多忙な日々を送り、ほとんど家には帰れずにスバル360の中で寝る毎日であったという。
『マグマ大使』の特撮スタジオの「栄スタジオ」のセットは35坪しかなく、スケール感に苦労した。またトタンのバラック小屋で換気扇も無かったため、扉は開けっ放しであり「夏は暑さでまるで捕虜収容所だった」という。テレビの現場は徹夜の連続で、精根尽き果てるギリギリの状態で、逆に「手抜きの小島でいいや」と考え、手を抜く所は徹底的に手を抜く撮影のツボのようなものを体得していったと語っている。『マグマ大使』に登場する怪獣「ダコーダ」は「たまにはこんなものやってみないか」と、小嶋がたこをアレンジして考案した。ダコーダの触手の吊りが、次の『怪獣王子』の怪獣「ネッシー」の首の操演に生かされたといい、「なんでも経験ですよ」と語っている。
大映時代は「文芸作品のイメージを壊してはいけない」という方針から、ミニチュアを吊り下げるピアノ線は絶対に写してはならなかった。この経験から『マグマ大使』、『怪獣王子』ではピアノ線を写さない工夫を熱心に研究したといい、「操演の線を消すという技術については自信がある」「仕事の丁寧さをアピールしたかった」と述べている。
『マグマ大使』を担当していた頃に、東宝の円谷英二特技監督が出向いてきて、ピープロの応接室で小嶋の撮った特撮カットを一緒に観てもらったことがあり、怪獣の吐く炎のアニメーション合成について、「君、これどうやって撮ったの？どう処理したの？」などと円谷から直々に質問を受けたという。小嶋は怒られるのかと内心ドキドキしていたが、「予算が無いものですから、アニメーションのあれでして、パターンを決めて位置を合わせてこうやれば、怪獣の火は実際の火でなくともダブらせるだけですよ。ネガも現像に出すとオプチカルとか予算が掛かるので、こういうやり方をしてるんです」と説明したところ、円谷は相槌を打ちながら聞き入ってくれて「うちの連中にやれと言っても出来ないだろうなあ」と感嘆していたといい、小嶋は「これで自分流の特撮に自信が持てた」と語っている。
円谷監督はピープロによくやって来ては休憩していることがあり、うしおそうじ社長と円谷監督の戦前からの師弟関係を知らない小嶋は「なんで円谷さんは仕事をサボってうちの社長と話し込んでるんだろう？」と不思議がっていたという。
『マグマ大使』の途中で「日本特撮K.K」でひと悶着あり、土屋監督が急遽『怪獣王子』の現場に入る事になり、代わりに月光仮面などで演出実績のある船床定男監督が『マグマ大使』を担当することになった。しかし「早撮り」、「ズーム好き」で知られる船床監督は仕上がりは早いもののキャメラ目線のカットが多く、土屋監督が担当していた時とは違い特撮とカットが繋がらなくなってしまった。こうした状況の中、小嶋は先輩の船床に対し「早く撮って来るだけが監督じゃないでしょう。徹夜で撮ってる特撮班のことも考えてカットは大事にしてもらいたいです」と遂に直接抗議を申し入れたという。この小嶋の抗議に対して船床は「今までに俺にそんなことを言って来た奴はいない。その通りだ。必要な所は俺に言ってくれ」と潔く認め、注文に応じてくれた。小嶋はこの時の船床監督の潔い対応に「さすが職人だったと思います」と評している。
やがて『怪獣王子』の現場が立ち行かなくなり、ピープロでは小嶋や高山良策、渡辺善夫が京都のスタジオに出向いて現場を助けることになった。「ずいぶん渡辺さんの作画に助けてもらいましたね」と語っている。京都のスタッフからは当初外部スタッフの小嶋らに対する抵抗があったが、「私のやることを見て、段々分かってくれてみんなで協力してやれるようになりました」と述懐している。主人公のタケルが投げるブーメランのカットは、捩じった糸の先にブーメランを着けて回転させたといい、小嶋もこのカットを「私の自信作」としている。
小嶋は近年「ふるさと大使」として「水戸大使」を務めているが、これはC.A.L で『水戸黄門』（TBS）の製作に永年携わった縁からのものである。